# Paralephana salmonea
Paralephana salmonea är en fjärilsart som beskrevs av Pierre E.L. Viette 1966. Paralephana salmonea ingår i släktet Paralephana och familjen nattflyn. Inga underarter finns listade i Catalogue of Life.